# فستیوال تئاتر ملل
فستیوالِ تئاترِ ملل (به فرانسوی Théâtre des Nations) جشنواره‌ای سالانه بود در پاریس از ۱۹۵۷ تا ۱۹۶۸ میلادی که در آن نمایش‌هایی از جاهای گوناگون دنیا به نمایش درمی‌آمد.

## آثار ایرانی
بلبل سرگشتهٔ علی نصیریان و غروب در دیاری غریب و قصه‌ی ماه پنهانِ بهرام بیضایی و آلونکِ کورس سلحشور از نمایش‌های ایرانی این جشنواره در دههٔ ۱۹۶۰ میلادی بود. همهٔ این نمایش‌ها به وسیلهٔ گروه هنر ملّی در تماشاخانهٔ شهرِ پاریس بر صحنه رفت.